# Comtat d'Auxerre
Auxerre fou una jurisdicció feudal del regne de França a l'edat mitjana. El primer comte fou Ermenald, un company de Carlemany. Després d'alguns comtes nomenats pel rei va passar a Conrad que fou duc de Borgonya al qui el rei va confiscar el comtat i el va donar a Robert el fort duc de Nèustria del que va passar al germà Hug l'abat. Al repartiment d'honors del 886 el comtat va ser confiat a Ricard el Justicier, comte d'Autun i després duc de Borgonya, i esdevingué hereditari. El 1002 va morir el comte Enric I de Borgonya i com que no deixava cap fill mascle, va adoptar a Otó Guillem de Borgonya, fill de la seva primera dona. El seu gendre Landry de Nevers, va reclamar el comtat en nom de la seva dona Matilde, filla d'Otó Guillem, i el va ocupar després d'una lluita d'alguns anys. Des de llavors els comtats d'Auxerre i Nevers van quedar units. Va passar després als casals de Courtenay i Chalon, i el 1370 va ser venut a França i va passar a la nissaga de Borgonya el 1435 per un tractat de pau, fins al 1477 quan fou annexionada a França. Del 1543 al 1561 el comtat fou donat a la casa de Clèveris però va tornar a la corona.

## Llista de comtes
- Peoni, comte d'Auxerre amb Clotari I, fins vers 561
- Euni Mòmol d'Usès (fill) vers 560-585
- Ermenald I 771-?, company de Carlemany
- Ermenald II ?
- Ermenald III ?-840
- Jofré I 840-853
- Conrad I d'Argenau 853-862/864
- Conrad II d'Argenau 862/864 (Duc de Borgonya Transjurana 859-864), fill
- Robert el Fort 864-866 (comte de Worms, Anjou, Maine, Blois, Tours i duc de Nèustria 861-876, comte de Nevers i Autun 864-866)
- Hug I l'Abat 866-886 (germà de Conrad I) (comte d'Anjou, Maine, Blois i Tours, duc de Nèustria)
- Girbold, vescomte 866-886
- Ricard el Justicier 886-921 (comte d'Autun 880-921, marquès de Borgonya 901-921 i duc de Borgonya 918-921)
- Rainard, vescomte c. 900
- Raül 921-936 (comte d'Autun) (rei de França 923-936) (fill)
- Hug II el gran 936-956 (duc de Borgonya) (comte de París i de Nèustria 923-956, duc d'Aquitània 954-956) (germà)
- Otó 956-965 (duc de Borgonya)
- Heribert (fill) 965-996
- Eudes Enric 996-1002 (comte de Nevers 956-980, duc de Borgonya 965-1002)
- Otó Guillem (fill adoptiu) 1002-1026 (comte de Nevers)
- Landri (gendre d'Otó Guillem) 1026-1028 (comte també de Nevers)
- Renald I 1031-1040 (comte de Nevers 1028-1040)
- Guillem I 1040-1100 (comte de Nevers i Tonnerre)
- Renald II comte associat a Nevers 1079-1089
- Guillem II (fill) 1089-1133/1147 ? (de Nevers i III de Tonnerre)
- Guillem III 1133/1147-1159/1161 (de Nevers i IV de Tonnerre)
- Guillem IV 1159/1161-1168 (de Nevers i V de Tonnerre) (fill)
- Guiu 1168-1175 (de Nevers i Tonnerre) (germà)
- Guillem V 1175-1181 (de Nevers i VI de Tonnerre) (fill)
- Matilde I (regent) 1175-1184 (vídua de Guiu, morta el 1192)
- Agnès 1181-1193 (de Nevers i Tonnerre)
- Pere de Courtenay 1184-1218 (regent) (de Nevers i Tonnerre) (marit d'Ines o Agnès, comte uxori 1184-1193, regent 1193-1218)
- Matilde II 1193-1257 (de Nevers i Tonnere)
- Arveu de Donzy (marit) 1218-1222
- Guigó de Forez 1223-1241 (segon marit de Matilde II)
- Agnès II, filla de Matilde i Arveu, comtessa titular de Nevers i Tonnerre i hereva d'Auxerre, 1213-1225
- Guiu III de Châtillon, II comte de Saint Pol 1221-1225, marit d'Agnès II de Nevers i Tonnerre i hereva d'Auxerre
- Gaucher de Châtillon, fill de Guiu de Châtillon i d'Agnes II, 1225-1250 (+1250), de Nevers i Tonnerre i hereu d'Auxerre
- Iolanda de Châtillon, germana, 1250-1254,, de Nevers i Tonnerre i hereva d'Auxerre
- Arquimbald IX de Borbó (+1249), marit de l'anterior
- Matilde III 1257-1262 (des de 1254 de Nevers i Tonnerre) (besneta de Matilde II, filla de Iolanda i Arquimbald)
- Eudes de Borgonya, marit de Matilde III 1257-1262 (+1266)
- Alix de Borgonya-Auxerre 1262-1290
- Joan de Chalon I d'Auxerre 1273-1290 (marit) (comte regent de Tonnerre com Joan I 1308-1309)
- Guillem de Chalon VI d'Auxerre 1292-1304, fill
- Joan de Chalon II d'Auxerre 1304-1362, fill (comte de Tonnerre des de 1308 fins a 1335 com Joan II)
- Joan de Chalon III d'Auxerre 1362-1366, fill (també de Tonnerre com a Joan III 1360-1366)
- Joan de Chalon IV d'Auxerre 1366-1370 (administrador 1366-1370), fill
- venut a França el 1370 que el va conservar fins al 1435
- Felip el Bo, duc de Borgonya 1435-1467
- Carles el Temerari, duc de Borgonya, 1467-1477, fill
- A la corona 1477 a 1543
- Lluís de Clèveris (fill d'Engelbert comte de Nevers i de Carlota de Borbó-Vendôme) 1543-1545
- Francesc I de Clèveris (duc de Clèveris 1516-1561 i comte de Nevers 1538-1561) 1545-1561 (també comte d'Eu, de Rethel, de Beaufort, marquès de l'Isle i baró de Rosay).
- A la corona 1561